# Drosera nitidula
Drosera nitidula es una especiede planta carnívora perteneciente a la familia Droseraceae que es originaria de Australia.

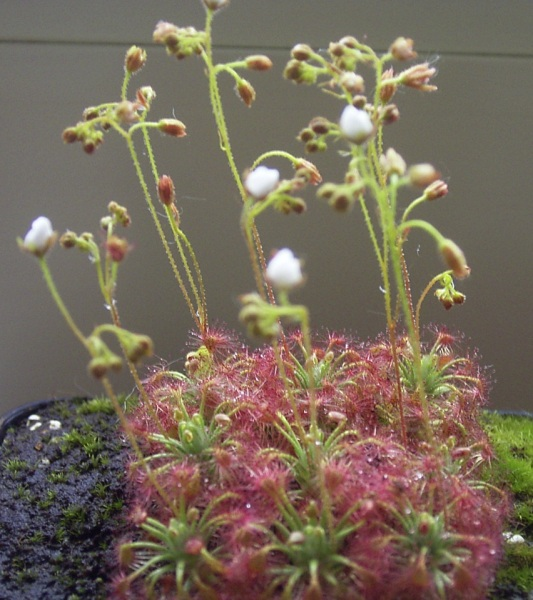
Hábitat

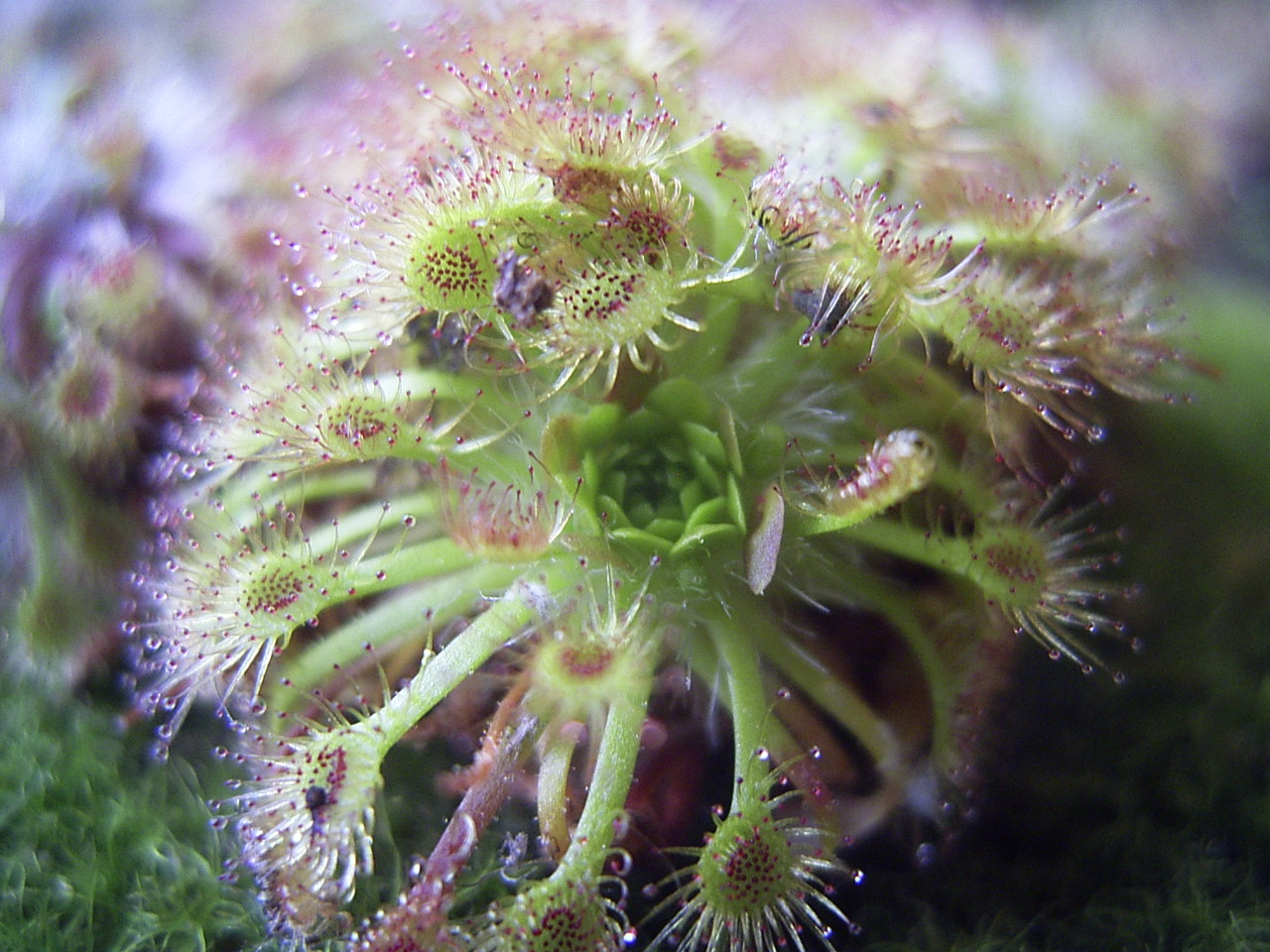
Vista de la planta

## Descripción
Drosera nitidula es una planta perenne herbácea.Forma un brote plano, compacto, en forma de roseta de palas horizontales con un diámetro de aproximadamente 1,5 cm. El eje es de unos 5 mm de largo y cubierto con las hojas secas de la temporada anterior. El brote de  estípulas ovadas, 5 mm de largo, "enterrado" de 3 mm de diámetro y ligeramente por debajo de las hojas jóvenes. Las estípulas en sí son de 3,5 mm de largo, 4 mm de ancho y de tres lóbulos. El lóbulo medio se divide en 3 segmentos. Las láminas de las hojas son casi circulares, de 2,5 mm de largo y 2 mm de ancho. Las glándulas tentáculos más largas se encuentran en el borde y son de alrededor de 1,5 mm a lo largo de los pecíolos, más cortos en el interior. En la parte inferior hay algunas glándulas. Los pecíolos son de hasta 5,5 mm de largo, 0,7 mm en la base. Son semi-lanceoladas y en todas partes cubiertas con diminutos pelos.
El tiempo de floración es de noviembre a enero. Los uno a dos tallos de las flores se llenan de glándulas de 2,5 cm de largo. La inflorescencia de 4 a 12 flores mide alrededor de 3,5 mm con pedículos largos. Los sépalos en forma de huevo son de 2 mm de largo y 0.9 mm de ancho. Los bordes son lisos y ligeramente dentados. La superficie está cubierta con glándulas cilíndricas, de cabeza roja. Los blancos pétalos son obovados, de 3,3 mm de largo y 2 mm de ancho. La base de los pétalos forma una forma de cuña, el dedo verdoso con 1 mm de longitud y 0,3 mm de ancho. 

## Taxonomía
Drosera nitidula fue descrita por Jules Emile Planchon y publicado en Annales des Sciences Naturelles; Botanique, sér. 3 9: 285. 1848.
nitidula: epíteto latíno que significa "algo brillante".
Variedad aceptada
- Drosera nitidula subsp. omissa (Diels) N.G.Marchant & Lowrie

Sinonimia
- DDrosera nitidula subsp. nitidula[3][4]